# Lista de prêmios e indicações recebidos por Modern Family

## ALMA Awards
Modern Family foi indicado três vezes em 2011.
| Ano  | Categoria                     | Indicado(s)    | Resultado |
| ---- | ----------------------------- | -------------- | --------- |
| 2011 | Melhor Série de Comédia       |                | Indicado  |
| 2011 | Melhor Atriz Principal em TV  | Sofia Vergara  | Indicado  |
| 2011 | Melhor Ator Coajudvante em TV | Rico Rodriguez | Indicado  |

## Art Directors Guild Awards
Modern Family foi nomeada ao Art Directors Guild Awards na categoria "Melhor Episódio de Série de Televisão" por "Halloween" e "Coal Digger".
| Ano  | Categoria                    | Indicado(s) | Resultado |
| ---- | ---------------------------- | --- | --------- |
| 2010 | Episodio de Uma mesma câmera | Richard Berg (design de produção), Robert Vukasovich (direção de arte), Mick Cukurs (cenografia), Christopher Carlson (decorador de cenários) Para o episódio Coal Digger. | Nominated |
| 2011 | Episodio de Uma mesma câmera | Richard Berg (design de produção), Robert Vukasovich (direção de arte), Mick Cukurs (cenografia), Christopher Carlson (decorador de cenários) Para o episódio Halloween.   | Venceu    |

## Directors Guild Awards
Os Directors Guild of America Awards são a cerimónia de prémios do sindicato Directors Guild of America. Eles homenageam directores de televisão e cinema. Modern Family foi nomeado três vezes, vencendo duas vezes.
| Ano  | Categoria                                             | Indicado(s)     | Episodio  | Resultado |
| ---- | ----------------------------------------------------- | --------------- | --------- | --------- |
| 2010 | Realização direcional proeminente em Série de Comédia | Jason Winer     | Pilot     | Venceu    |
| 2011 | Realização direcional proeminente em Série de Comédia | Michael Spiller | Halloween | Venceu    |
| 2011 | Realização direcional proeminente em Série de Comédia | Steven Levitan  | Hawaii    | Indicado  |

## Screen Actors Guild Awards
| Ano  | Categoria                         | Indicado(s) | Resultado |
| ---- | --------------------------------- | --- | --------- |
| 2010 | Melhor Elenco em Série de Comédia | Ed O'Neill, Sofía Vergara, Julie Bowen, Ty Burrell, Jesse Tyler Ferguson, Eric Stonestreet, Nolan Gould, Sarah Hyland, Rico Rodriguez II e Ariel Winter | Indicado  |
| 2011 | Melhor Elenco em Série de Comédia | Ed O'Neill, Sofía Vergara, Julie Bowen, Ty Burrell, Jesse Tyler Ferguson, Eric Stonestreet, Nolan Gould, Sarah Hyland, Rico Rodriguez II e Ariel Winter | Venceu    |
| 2011 | Melhor Ator em Série de Comédia   | Ed O'Neill | Indicado  |
| 2011 | Melhor Atriz em Série de Comédia  | Sofia Vergara | Indicado  |
| 2012 | Melhor Atriz em Série de Comédia  | Sofía Vergara | Indicado  |
| 2012 | Melhor Atriz em Série de Comédia  | Julie Bowen | Indicado  |
| 2012 | Melhor Ator em Série de Comédia   | Ty Burrell | Indicado  |
| 2012 | Melhor Ator em Série de Comédia   | Eric Stonestreet | Indicado  |
| 2012 | Melhor Elenco em Série de Comédia | Ed O'Neill, Sofía Vergara, Julie Bowen, Ty Burrell, Jesse Tyler Ferguson, Eric Stonestreet, Nolan Gould, Sarah Hyland, Rico Rodriguez II e Ariel Winter | Venceu    |
| 2013 | Melhor Atriz em Série de Comédia  | Sofía Vergara | Indicado  |
| 2013 | Melhor Ator em Série de Comédia   | Ty Burrell | Indicado  |
| 2013 | Melhor Ator em Série de Comédia   | Eric Stonestreet | Indicado  |
| 2013 | Melhor Elenco em Série de Comédia | Ed O'Neill, Sofía Vergara, Julie Bowen, Ty Burrell, Jesse Tyler Ferguson, Eric Stonestreet, Nolan Gould, Sarah Hyland, Rico Rodriguez II e Ariel Winter | Venceu    |

## Satellite Awards
| Year | Category                                                       | Nominee(s)    | Result   |
| ---- | -------------------------------------------------------------- | ------------- | -------- |
| 2009 | Best Actress - Musical or Comedy Series                        | Julie Bowen   | Indicado |
| 2010 | Best Television Series - Musical or Comedy                     | Modern Family | Indicado |
| 2010 | Best Supporting Actress                                        | Julie Bowen   | Indicado |
| 2010 | Best Supporting Actor                                          | Ty Burrell    | Indicado |
| 2011 | Melhor Série - Comédia ou Músical                              | Modern Family | Indicado |
| 2011 | Melhor Atriz Coadjuvante em Série, Minissérie ou Filme para TV | Sofia Vergara | Indicado |
| 2011 | Melhor Ator Coadjuvante em Série, Minissérie ou Filme para TV  | Ty Burrell    | Indicado |

## GLAAD Media Awards
Os GLAAD Media Awards são uma cerimónia de prémios entregues pela organização que defende os direitos dos homossexuais, Gay & Lesbian Alliance Against Defamation (GLAAD). Modern Family recebeu duas nomeações vencendo uma em 2011.
| Ano  | Categoria                     | Indicado (s)  | Resultado |
| ---- | ----------------------------- | ------------- | --------- |
| 2010 | Exelência em Série de Comédia | Modern Family | Indicado  |
| 2011 | Exelência em Série de Comédia | Modern Family | Venceu    |

## Imagen Awards
| Year | Category                | Nominee(s)     | Result   |
| ---- | ----------------------- | -------------- | -------- |
| 2010 | Melhor Atriz em TV      | Sofia Vergara  | Venceu   |
| 2010 | Melhor Ator Coadjuvante | Rico Rodriguez | Indicado |

## Young Artist Award
| Year | Category                | Nominee(s)                                 | Result   |
| ---- | ----------------------- | ------------------------------------------ | -------- |
| 2010 | Melhor Série de Comédia | Rico Rodriguez, Nolan Gould e Ariel Winter | Venceu   |
| 2011 | Melhor Série de Comédia | Rico Rodriguez, Nolan Gould e Ariel Winter | Indicado |

## Teen Choice Awards
| Year | Category               | Nominee(s)     | Result    |
| ---- | ---------------------- | -------------- | --------- |
| 2010 | Choice TV Show: Comedy |                | Nominated |
| 2010 | Breakout Star: Female  | Sarah Hyland   | Nominated |
| 2010 | Breakout Star: Male    | Rico Rodriguez | Nominated |
| 2010 | Breakout Show          |                | Nominated |

## Television Critics Awards
| Year | Category                          | Nominee(s)       | Result   |
| ---- | --------------------------------- | ---------------- | -------- |
| 2010 | Individual Achievement in Comedy  | Ty Burrell       | Indicado |
| 2010 | Individual Achievement in Comedy  | Eric Stonestreet | Indicado |
| 2010 | Outstanding New Program           |                  | Indicado |
| 2010 | Outstanding Achievement in Comedy |                  | Venceu   |
| 2010 | Program of the Year               |                  | Indicado |

## People's Choice Awards
Os People's Choice Awards são uma cerimónia de entrega de prémios onde o público é que vota no seu programa ou actor favorito. A série tem somente três nomeações que recebeu em 2011 e 2012 na categoria "Melhor Série de TV".
| Ano  | Categoria              | Candidato(s)           | Resultado |
| ---- | ---------------------- | ---------------------- | --------- |
| 2011 | Favorita TV de Comédia |                        | Indicado  |
| 2011 | Favorita Familia em TV | The Pritchetts/Dunphys | Venceu    |
| 2012 | Favorita TV de Comédia |                        | Indicado  |

## Golden Globe Awards
Modern Family foi nomeada para nove Golden Globe Awards, vencendo uma. O primeiro prêmio foi ganho pela série no ano de 2012.
| Ano  | Categoria                                                      | Indicado(s)      | Resultado |
| ---- | -------------------------------------------------------------- | ---------------- | --------- |
| 2010 | Melhor Série - Comédia ou Musical                              |                  | Indicado  |
| 2011 | Melhor Série - Comédia ou Musical                              |                  | Indicado  |
| 2011 | Melhor Ator Coadjuvante em Série, Minissérie ou filme para TV  | Eric Stonestreet | Indicado  |
| 2011 | Melhor Atriz Coadjuvante em Série, Minissérie ou filme para TV | Sofia Vergara    | Indicado  |
| 2012 | Melhor Série - Comédia ou Musical                              |                  | Venceu    |
| 2012 | Melhor Ator Coadjuvante em Série, Minissérie ou filme para TV  | Eric Stonestreet | Indicado  |
| 2012 | Melhor Atriz Coadjuvante em Série, Minissérie ou filme para TV | Sofia Vergara    | Indicado  |
| 2013 | Melhor Série - Comédia ou Musical                              |                  | Indicado  |
| 2013 | Melhor Ator Coadjuvante em Série, Minissérie ou filme para TV  | Eric Stonestreet | Indicado  |
| 2013 | Melhor Atriz Coadjuvante em Série, Minissérie ou filme para TV | Sofia Vergara    | Indicado  |

## Producers Guild of America Awards
Modern Family foi indicada uma vez em 2012. 
| Ano  | Categoria                                                                  | Candidato(s)  | Resultado |
| ---- | -------------------------------------------------------------------------- | ------------- | --------- |
| 2012 | O Prémio Danny Thomas para Produtor do Ano numa Série Episódica de Comédia | Modern Family | Pendente  |

## NAACP Image Awards
Os NAACP Image Awards são uma cerimónia de entrega de prémios que homenageia as pessoas de raça negra organizada pela National Association for the Advancement of Colored People (em português:  Associação Nacional para o Progresso de Pessoas de Cor).
| Ano  | Categoria                                    | Candidato(s)  | Resultado |
| ---- | -------------------------------------------- | ------------- | --------- |
| 2011 | Melhor Série de Comédia                      | Modern Family | Nomeado   |
| 2011 | Melhor Atriz Coadjuvante em Série de Comédia | Sofia Vergara | Venceu    |

## The Comedy Awards
O show foi nomeado para quatro The Comedy Awards, vencendo dois em 2011 para "Melhor Actor em Série de Comédia" e "Melhor Direção em Série de Televisão".
| Ano  | Categoria                | Indicado(s) | Resultado |
| ---- | ------------------------ | ----------- | --------- |
| 2011 | Série de Comédia         |             | Venceu    |
| 2011 | Direção de Comédia       |             | Venceu    |
| 2011 | Ator de Série de Comédia | Ty Burrell  | Indicado  |
| 2011 | Roteiro de Comédia       |             | Indicado  |

## Emmy Awards
Em seu funcionamento contínuo, Modern Family foi nomeado para 21 Emmy Awards. A Série venceu cinco prémios, de Primetime Emmy para Melhor Série de Comédia.

### Primetime Emmy Awards
Os Primetime Emmy Awards são uma cerimónia de entrega de prémios que homenageam as séries de televisão do horário nobre americano. A série foi nomeada para Melhor Série de Comédia por todas as suas três temporadas no ar, vencendo a categoria em 2010, 2011, 2012, 2013 e 2014. Os actores Julie Bowen, Ty Burrel e Eric Stonestreet também receberam Primetime Emmys pela suas actuações.
| Ano  | Categoria                                         | Indicado(s)                       | Episodio                   | Resultado |
| ---- | ------------------------------------------------- | --------------------------------- | -------------------------- | --------- |
| 2010 | Outstanding Directing For A Comedy Series         | Jason Winer                       | "Pilot"                    | Indicado  |
| 2010 | Outstanding Supporting Actor In A Comedy Series   | Jesse Tyler Ferguson              | "Family Portrait"          | Indicado  |
| 2010 | Outstanding Supporting Actor In A Comedy Series   | Eric Stonestreet                  | "Fizbo"                    | Venceu    |
| 2010 | Outstanding Supporting Actor In A Comedy Series   | Ty Burrell                        | "Up All Night"             | Indicado  |
| 2010 | Outstanding Supporting Actress In A Comedy Series | Julie Bowen                       | "My Funky Valentine"       | Indicado  |
| 2010 | Outstanding Supporting Actress In A Comedy Series | Sofía Vergara                     | "Not in My House"          | Indicado  |
| 2010 | Outstanding Guest Actor In A Comedy Series        | Fred Willard                      | "Travels with Scout"       | Indicado  |
| 2010 | Outstanding Comedy Series                         |                                   |                            | Venceu    |
| 2010 | Outstanding Writing for a Comedy Series           | Steven Levitan, Christopher Lloyd | "Pilot"                    | Venceu    |
| 2011 | Outstanding Comedy Series.                        |                                   |                            | Venceu    |
| 2011 | Outstanding Directing for a Comedy Series         | Michael Spiller                   | "Halloween"                | Venceu    |
| 2011 | Outstanding Directing for a Comedy Series         | Gail Mancuso                      | "Slow Down Your Neighbors" | Indicado  |
| 2011 | Outstanding Directing for a Comedy Series         | Steven Levitan                    | "See You Next Fall"        | Indicado  |
| 2011 | Outstanding Supporting Actor In A Comedy Series   | Jesse Tyler Ferguson              | "Halloween"                | Indicado  |
| 2011 | Outstanding Supporting Actor In A Comedy Series   | Eric Stonestreet                  | "Mother's Day"             | Indicado  |
| 2011 | Outstanding Supporting Actor In A Comedy Series   | Ty Burrell                        | "Good Cop Bad Dog"         | Venceu    |
| 2011 | Outstanding Supporting Actor In A Comedy Series   | Ed O'Neill                        | "The Kiss"                 | Indicado  |
| 2011 | Outstanding Supporting Actress In A Comedy Series | Julie Bowen                       | "Strangers on a Treadmill" | Venceu    |
| 2011 | Outstanding Supporting Actress In A Comedy Series | Sofía Vergara                     | "Slow Down Your Neighbors" | Indicado  |
| 2011 | Outstanding Guest Actor In A Comedy Series        | Nathan Lane                       | "Earthquake"               | Indicado  |
| 2011 | Outstanding Writing for a Comedy Series           | Steven Levitan, Jeffrey Richman   | "Caught in the Act"        | Venceu    |

### Creative Arts Emmy Awards
Os Creative Arts Emmy Awards são uma divisão dos Emmy Awards que homenageam a parte técnica da televisão americana. Modern Family já recebeu dez nomeações, vencendo três destas.
| Ano  | Categoria                                                                       | Indicado(s)                                 | Episodio                   | Resultado |
| ---- | ------------------------------------------------------------------------------- | ------------------------------------------- | -------------------------- | --------- |
| 2010 | Outstanding Casting For A Comedy Series                                         | Jeff Greenberg                              |                            | Venceu    |
| 2010 | Outstanding Art Direction For A Single-Camera Series                            | Richard Berg, Amber Marie-Angelique Haley   | "Moon Landing"             | Indicado  |
| 2010 | Outstanding Picture Editing For A Comedy Series (Single Or Multi-Camera)        | Ryan Case                                   | "Pilot"                    | Venceu    |
| 2010 | Outstanding Picture Editing For A Comedy Series (Single Or Multi-Camera)        | Jonathan Maxwell Schwartz                   | "Family Portrait"          | Indicado  |
| 2010 | Outstanding Sound Mixing For A Comedy Or Drama Series (Half-Hour) And Animation | Stephen Tibbo, Brian R. Harman, Dean Okrand | "En Garde"                 | Venceu    |
| 2011 | Outstanding Art Direction For a Single-Camera Series                            | Richard Berg, Amber Haley                   | "Halloween"                | Indicado  |
| 2011 | Outstanding Casting for a Comedy Series                                         | Jeff Greensberg                             |                            | Indicado  |
| 2011 | Outstanding Picture Editing For A Comedy Series (Single Or Multi-Camera)        | Ryan Case                                   | "Halloween"                | Indicado  |
| 2011 | Outstanding Picture Editing For A Comedy Series (Single Or Multi-Camera)        | Jonathon Maxwell Schwartz                   | "Slow Down Your Neighbors" | Indicado  |
| 2011 | Outstanding Sound Mixing For A Comedy Or Drama Series (Half-Hour) And Animation | Stephen Tibbo, Brian R. Harman, Dean Okrand | "Halloween"                | Indicado  |

## Writers Guild of America Awards
Os Writers Guild of America Awards são prémios entregues pela Writers Guild of America. Eles são destinados a escrita na televisão.
| Ano  | Categoria                  | Candidato(s)                         | Episódio      | Resultado |
| ---- | -------------------------- | ------------------------------------ | ------------- | --------- |
| 2010 | Melhor Série de Comédia    |                                      |               | Indicado  |
| 2010 | Melhor Episodio De Comédia | Christopher Lloyd and Steven Levitan | Pilot         | Venceu    |
| 2010 | Nova Série                 |                                      |               | Venceu    |
| 2011 | Série de Comédia           |                                      |               | Venceu    |
| 2011 | Melhor Epísodio de Comédia | Paul Corrigan and Brad Walsh         | Earthquake    | Indicado  |
| 2011 | Melhor Epísodio de Comédia | Danny Zuker                          | Starry Night  | Indicado  |
| 2012 | Melhor Série de Comédia    |                                      |               | Pendente  |
| 2012 | Melhor Comédia Episódica   |                                      | Caught in Act | Pendente  |
| 2012 | Melhor Comédia Episódica   |                                      | Mother's Day  | Pendente  |